# 福特总统在萨克拉门托遇刺案
福特总统在萨克拉门托遇刺案（英語：Attempted assassination of Gerald Ford in Sacramento）是指1975年9月5日礼拜五，文遜家族信徒、极端环保主义者琳内特·弗洛姆（Lynette Alice“Squeaky” Fromme）在加利福尼亚州首府萨克拉门托暗杀美国总统杰拉尔德·福特。弗洛姆称其行凶动机是为向各界宣扬“ATWA”这一文遜家族教义。当日上午，弗洛姆与福特仅有一臂之远，她迅速掏出M1911手枪对着福特开火；由于她未上膛，因此无人受伤。弗洛姆行刺未遂后，福特平安前往加州议会大厦，同州长杰里·布朗会面。事后，弗洛姆因指犯有谋杀未遂，判以终身监禁，服刑三十四年后獲假释。密歇根州大急流城的杰拉尔德·R·福特总统博物馆亦有收藏暗殺枪械。

## 概要

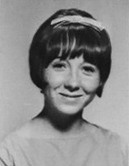
1965年的琳内特·弗洛姆。

诨号“叽喳者”的琳内特·弗洛姆是美国政府认定的邪教創立者查尔斯·曼森（Charles Milles Manson）及其邪教组织曼森家族忠实追随者。她是该组织最早的追随者之一，為曼森家族元老。在頭领查尔斯·曼森被捕入狱后，弗洛姆繼而成为该组织实际领导者。多名组织成员接连被捕入狱后，她一直为保持组织成员之间的联系出谋划策。
弗洛姆于1971年毒殺莎朗·蒂谋杀案关键证人芭芭拉·霍伊特（Barbara Hoy）未遂，被法院判刑三個月。刑满释放后，弗洛姆同友人桑德拉·古德（Sandra Good）住在萨克拉门托P街1725号阁楼公寓。桑德拉·古德除了是弗洛姆的亲密友人外，也是曼森家族的一名成员。四年后，弗洛姆為宣扬ATWA理念遂起杀心。

### 背景
1975年7月，加州州長傑里·布朗拒絕接受“第49届沙加緬度東道主早餐宴”的發言邀請。“萨克拉门托东道主早餐宴”是每年在萨克拉门托会议中心举办的名流宴会，参与者多为加州政商领袖。该宴会举办组织因布朗不接受宴会演讲邀请而倍感难堪，他们转而邀请时任共和党籍总统杰拉尔德·福特在早餐宴发表演讲，以回应布朗的“失礼举动”。福特也认为加州选举人票对连任至关重要，为传播自己的影响力，接受发言邀请。
同年8月，美国报刊《纽约时报》报道了美国国家环境保护局一篇名为《加利福尼亚浓雾光谱研究》的研究报告，该报告表明儘管工业浓雾污染已相對較少，但在加州鄉間地區仍普遍存在；然而，福特仍要求美国国会放宽1963年《清洁空气法》的規範，并打算以此为基础修订1970年《清洁空气法》。纽约时报同时报道了福特将会在9月份来访加州。前罪犯托马斯·埃尔伯特得知福特来访加州的消息后，曾致电联邦调查局警告；如福特来加州，自己一定会将其杀死。埃尔伯特後因涉恐吓、威胁再次被捕入狱。
同时，琳内特·弗洛姆在看到农村地区浓雾污染相关报道后，认为位于加州旧金山乡村地区的沿海红杉——美国最高大的树木品种必会因工业浓雾污染面临枯死的风险。弗洛姆坚信自己对红杉的存活有责，只身前往旧金山，試圖游説当地官员以免红杉群遭受污染，但成效不大。从旧金山回来后，弗洛姆在居所看到“福特总统将来访加州首府萨克拉门托”新闻報導，并了解此次行程细节：福特的下榻点为当地的参议员酒店，离弗洛姆公寓半英里距離，步行要15分钟左右。在旧金山诉求无果后，弗洛姆决定通過暗杀福特总统，以引起人们对红衫及工业污染的关注。

### 凶器

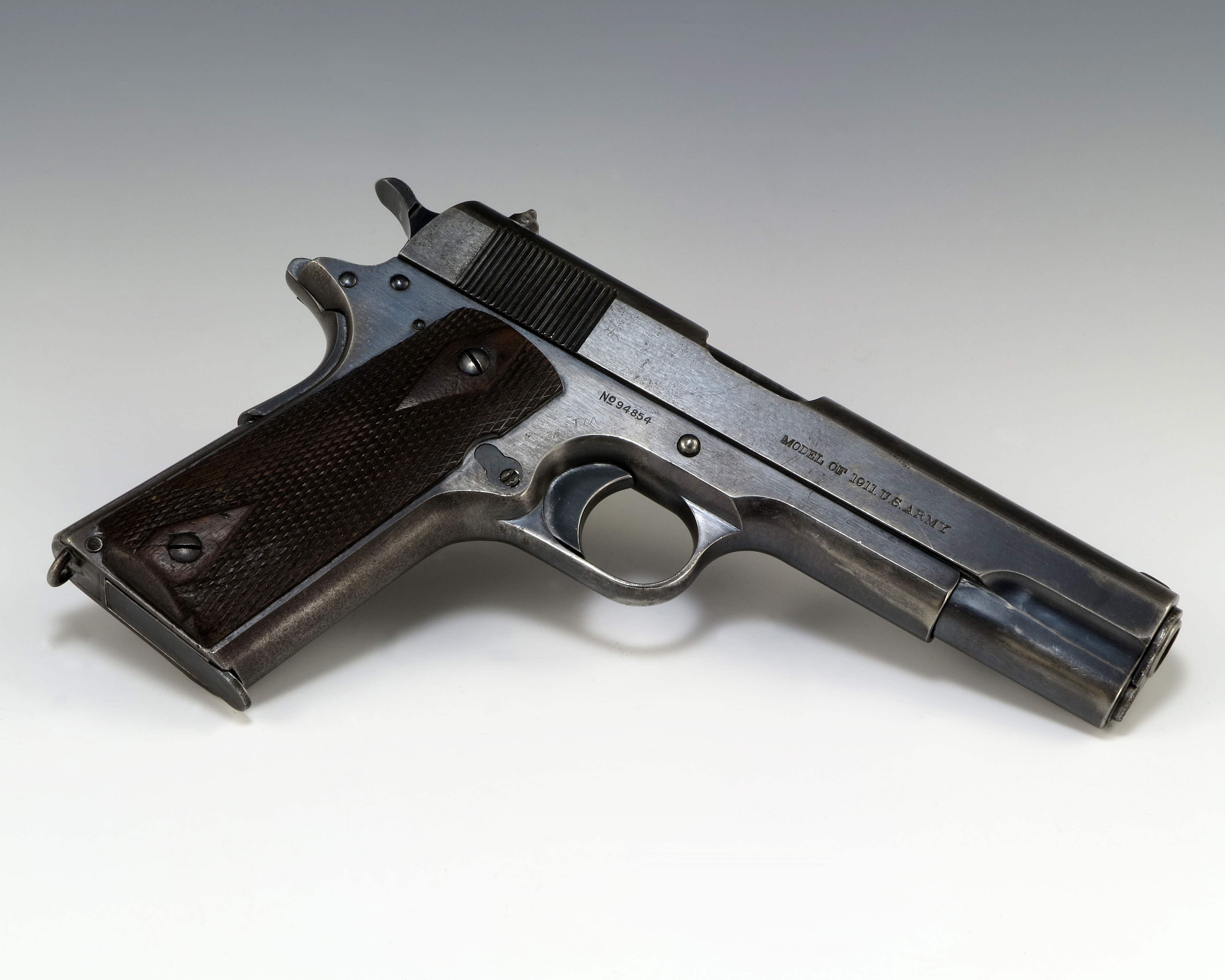
在福特总统博物馆展出的于1975年9月5日试图刺杀福特时弗洛姆使用的手枪，

在福特9月份如期前往加州首府萨克拉门托途中，也是弗洛姆决定暗杀的那天，她已准备了一把柯尔特点45半自动手枪——即M1911手枪。这把枪系自64年前由柯尔特枪械公司生产， 在1911年成为当时美军标准配置。 弗洛姆的这把在1911年制造完工后，就被运送至伊利诺伊州罗克岛军火库，序列号为94854。这类手枪曾在美国陆军中广泛使用，其部分剩余物曾在1913年被美国政府公开出售。不过柯尔特点45半自动手枪并不被认为是适合进行暗杀的器具，因为它被认为体积较大，不易隐藏
M1911原拥有者是哈罗德·E·齐克（Harold E  “Zeke”） 。齐克生于1909年，是一名退休的联邦工程制图员，在65至66岁时效忠曼森家族，以“贊助者”的化名为该组织提供资金。齐克于1974年春天在萨克拉门托的一个公园與弗罗姆相识。 据悉，两人关系極爲親密，弗洛姆經常去齐克的住所拜访 ，而齐克曾借给弗洛姆駕駛自己的凯迪拉克；在车被弗洛姆撞坏后，齐克也毫不在意，仍为弗洛姆买了一辆1973年大众车。齐克于1975年7月12日从萨克拉门托搬到了杰克逊城。 弗洛姆后来向齐克讨要一把枪，她的理由是“防止自己和室友遭仇家暗算”。齐克听后即刻拿来M1911手枪及其标配的子弹盒，共有25发子弹。他向弗洛姆演示如何上膛与发射， 又拿来一本标有各类手枪的目录给弗洛姆观看，让弗洛姆从里面选一把以让自己为其购买。 然而弗洛姆却直接拿过手枪、弹药、弹夹与杂志离开，尽管齐克當下對她公然带着管制枪械出门表示反對。

### 福特遭暗杀前的行程

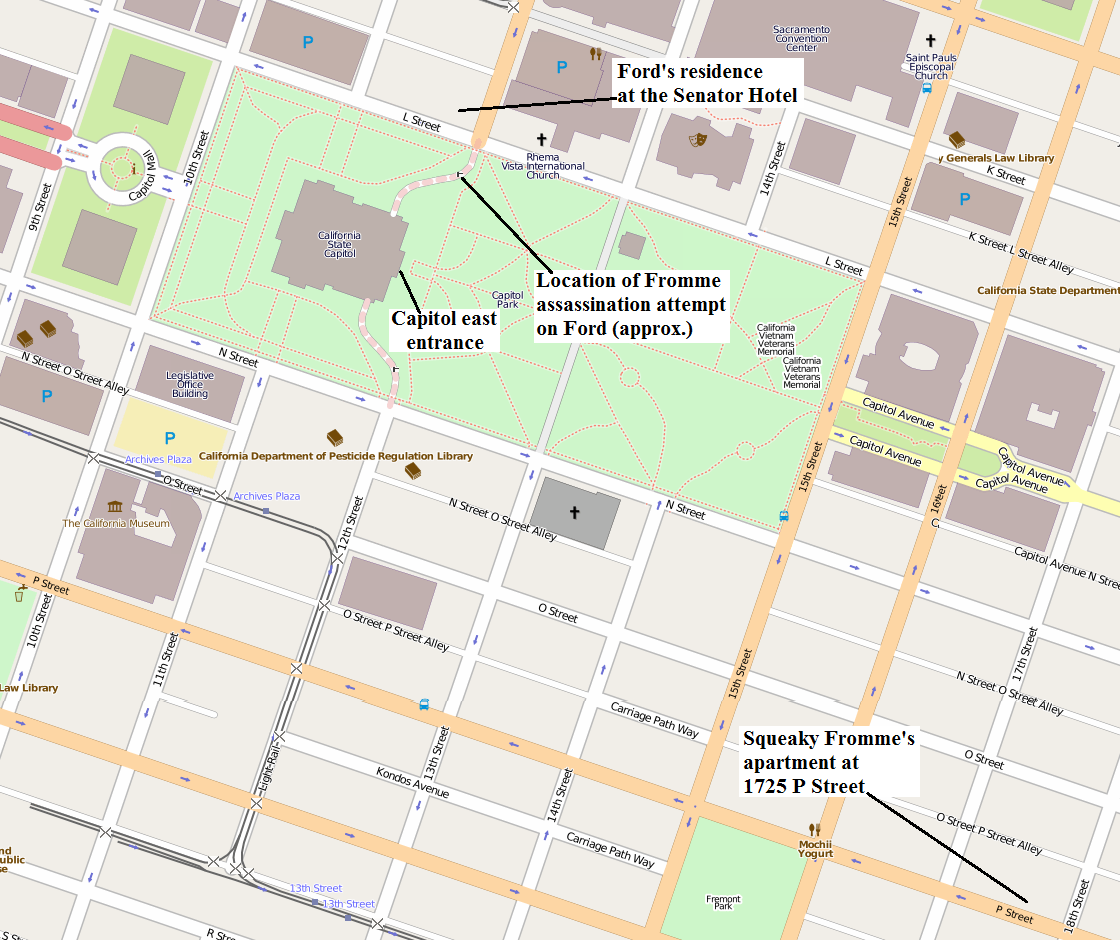
福特在萨克拉门托的刺杀行动位置图

1975年9月4日当天上午，福特同国家安全顾问兼国务卿亨利·基辛格会谈，这场会谈的具体内容截至2021年仍受保密条约约束而尚未公佈。会谈结束后，福特从首都华盛顿特区安德鲁斯联合空军基地搭乘总统专机「76年精神」號前往华盛顿州西雅图波音机场，为共和党1976年美国选举筹款大会发言、鼓舞士气；他在這次旅途中還参观了刚成立不久的福瑞德哈金森肿瘤研究中心，后于西雅图主持国内经济事务会议。 约在当地时间下午5点左右，福特再次搭乘专机前往俄勒冈州波特兰市，为当地的共和党筹款活动发言，并与约13000名少年欢庆波特兰青年组织成立两百周年纪念集会。期间收到俄勒冈州市民作为礼物的毛毯。在晚间9:30，福特飞往加利福尼亚州首府萨克拉门托麦克莱伦空军基地，在晚上11:30左右到当地参议员酒店总统套房下榻。

### 事发当日

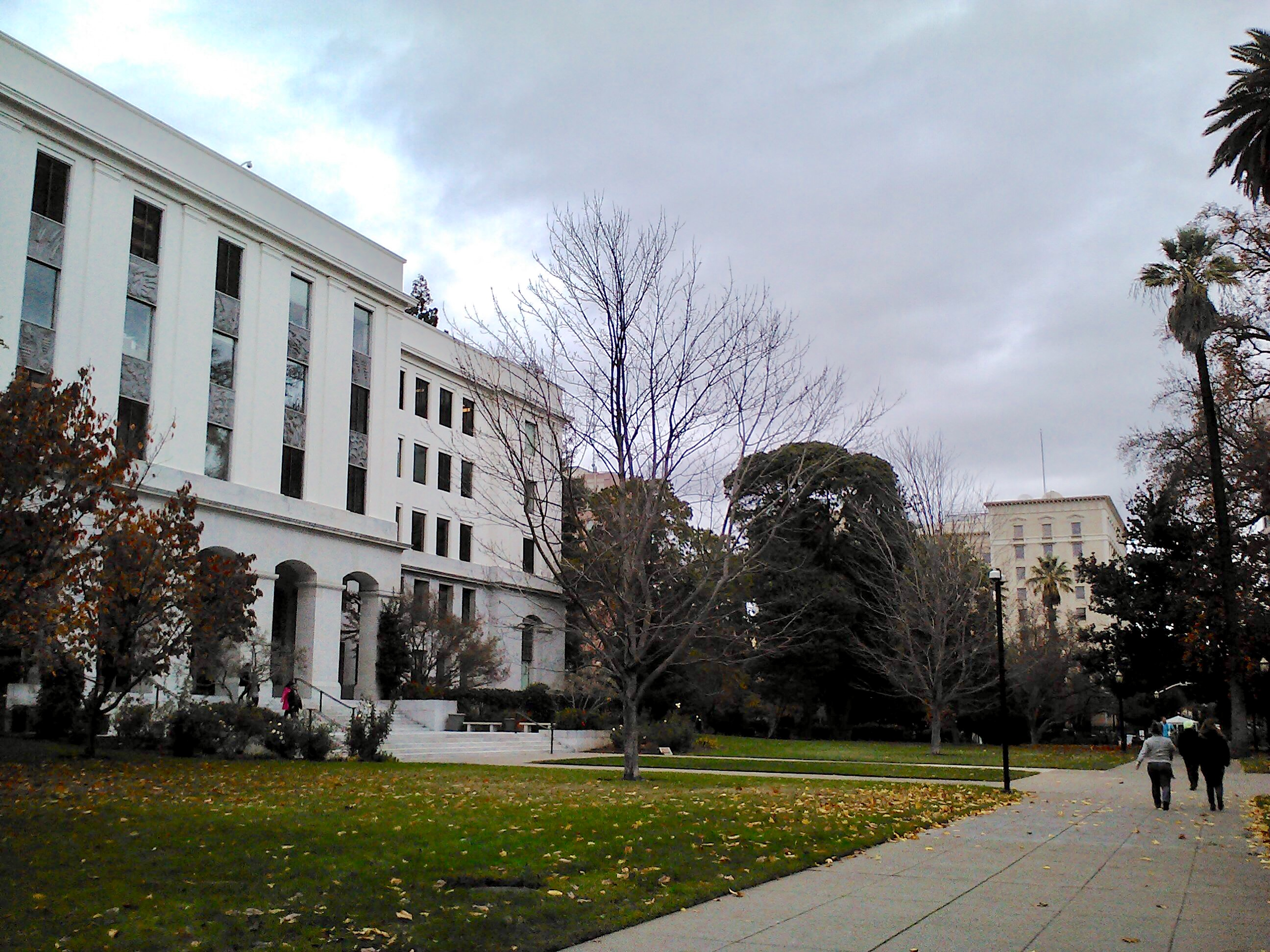
福特在其人行道遇刺，背景是加州议会大厦。

1975年9月5日上午，弗洛姆穿着鲜艳的红色外套，将柯尔特.45半自动手枪藏于左腿皮套。 准备过后，她从居所前往加州议会公园附近埋伏以等待时机。 据當日萨克拉门托天气预报称，当天天气温和，平均温度为84°F（29°C）。 在上午9点26分左右，福特结束了萨克拉门托东道主早餐会两个小时行程，回到位于L街1121号的参议员酒店稍作小憩。在上午10点02分，福特从参议院酒店前往加州议会大厦，当他穿过林肯街时，与聚集在小路旁等候的市民们握手交谈。
福特从林肯街沿着加州议会公园的人行道行走了大约150英尺（46米），此時他看到了“一位穿着鲜艳红色衣服的女士”，而这位女士成功引起了他的注意。他在通往议会大厦还有大约一半路程就停下来。由于福特两旁的人都有在和他握手，故他认为这名女士也是想和他握手交谈。 因此弗洛姆被总统随护安排在离福特约两英尺（0.61）的地方等候。她在此时将手伸进红袍底下，隱蔽地从腿部皮套中抽出那把M1911手枪。 她向迅速穿过前排的人，将枪口对准福特腰部。 福特之后指出；“当我停下来的那刻，突然看到某只手穿过前排的人群对着我，而这手有着‘非常的氣勢’只是，它握着一把手枪”

弗洛姆当时确实将弹药储贮存在手枪握把的可拆卸弹夹中，但卻没有上膛；後續原因指出是弗洛姆并不知道需要将滑轨拉回才能将子弹送入枪膛。儘管五年后的1980年，弗洛姆在服刑的阿尔德森联邦监狱声称“她是故意这么做的”，因为她“没有保持着杀死总统的坚定决心”

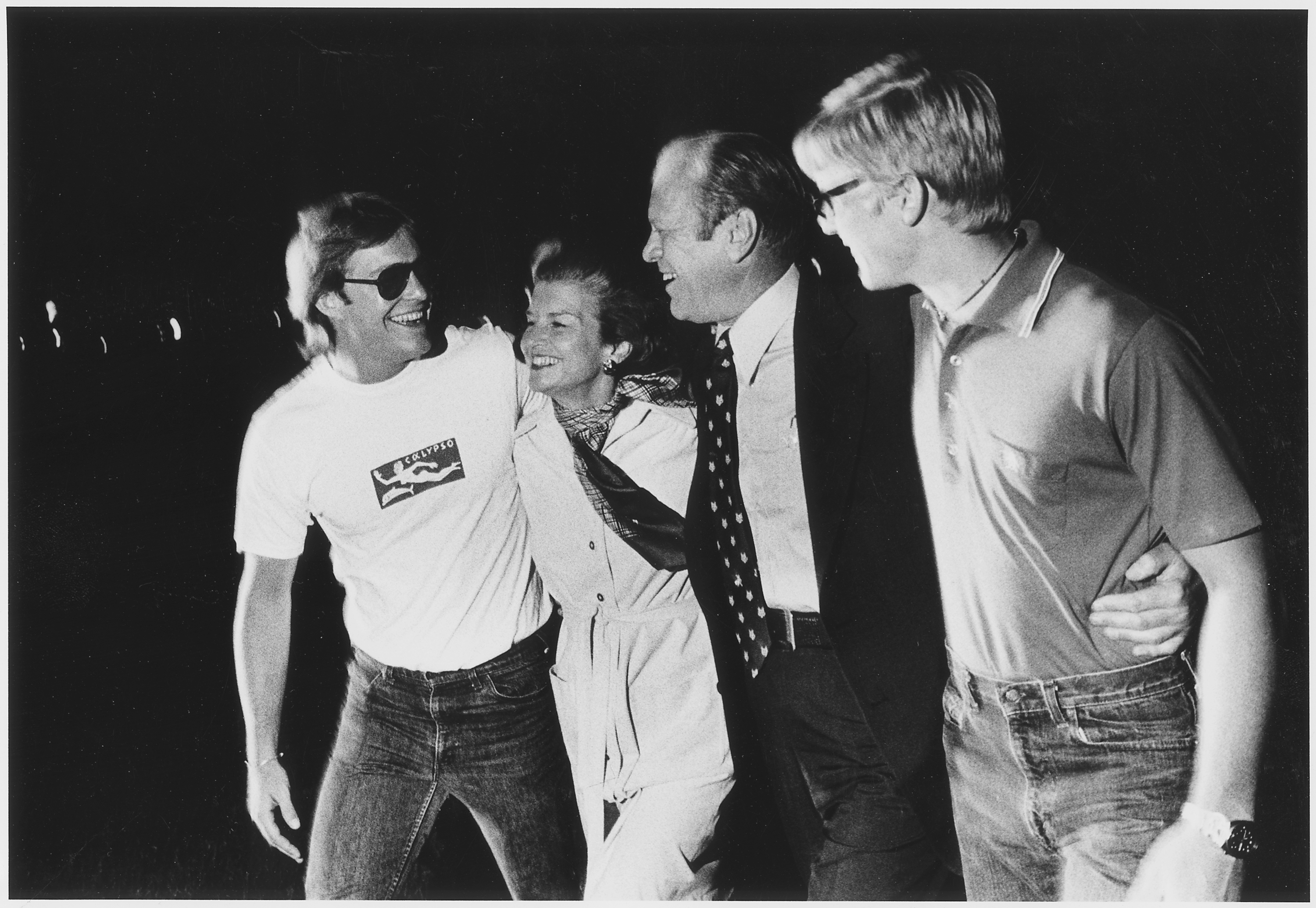
福特大难不死后回到白宫，受家人们迎接。

当弗洛姆的枪指着福特时，随行几人都声称听到了“金属撞击”的声音，這可能表示弗洛姆確實有開槍的動作。 在弗洛姆行凶未得逞后，她立刻大喊“不用担心！它并没有发射”。一位名叫拉里·布恩多夫（Larry Buendorf）的特勤局特工从弗洛姆手中夺过了枪支，并迅速将其制伏。 弗洛姆在受制时仍叫道：“它没有发射！你能相信我吗？它没有……”。与此同时另一名特勤局特工向福特大喊道：“我們快走！” 该名特工随后将福特半拖半拽地带入国会大厦东门位置，直至福特向他抗议：「放我下来！快把我放下来！」才停止拖拽。福特随后进入国会大厦内部，与杰里·布朗会面，期间他没有向布朗提到刚刚遇刺之事。福特在事后曾表示并不感到害怕 ，並完成原定行程

### 事后
暗杀未遂事件發生后，特勤局为保证总统安全，下令所有记者与摄影师在福特下次访问加利福尼亚时都不得靠近。1975年9月20日，关于弗洛姆刺杀总统未遂的事件于1975年11月4日开庭，该案审理者是美国联邦法官托马斯·J·麦克布萊德（Thomas J. McBride）。在审理开始前三天，福特因政务繁忙无法直接出庭作证，但也在白宫录制了一份录像带以提交法庭作爲原告证词。该次审理也使福特成为美国史上第一位在刑事审判中作证的总统。
11月4日，联邦检察官向法庭呈上在被告家中搜出来的约1000份证据，其中就包括弗洛姆从齐克处拿来的子弹盒及手枪目录。审判期间，弗洛姆始终拒絕配合，甚至在联邦检察官德韦恩·凯斯认为“弗洛姆充满暴力及仇恨表现”请求法庭对弗洛姆从重判刑时，还憤怒地向他扔了个苹果。
该次审判历经五天，于11月5日结案：法官麦克布萊德根据檢察官提供的证据及总统证词，判定弗洛姆“谋杀总统未遂”罪名成立，处以无期徒刑。由于弗洛姆在1987年12月24日越狱，在她被捕时，被宣判不得假释的期限延长。
总统夫人贝蒂·福特在2004年接受美国媒体人拉里·金的采访时曾透露：在她得知丈夫遭暗杀未遂后，每当福特离开白宫处理政务时，她都会在阳台对着福特的方向祈祷，以求他今日的行程能平安顺利。萨克拉门托遇刺案是福特任期内首次暗杀企图。在1975年9月22日，即弗洛姆试图在萨克拉门托暗杀福特的17天后，政治激进主义者萨拉·简·穆尔又试图在福特來訪旧金山時對其刺殺，但失败。第二次暗杀未遂事件后，加州州长杰里·布朗签署枪支管制法案：对任何被判定使用枪支进行犯罪行为的歹徒皆需强制服刑；同时要求购买枪支者必须在等待至少15天后才可接收。福特虽经历两次暗杀未遂，但仍完成了自1974年至1977年二年半的總統任期。期间未有暗杀事件。
1981年，杰拉尔德·R·福特总统博物馆落成于福特故乡密歇根州大急流城。 1989年8月23日，萨克拉门托检察厅将弗洛姆行凶时的枪支捐赠给該博物馆。 福特在2006年12月26日因自然原因逝世。2009年8月14日，也即福特死后两年零八个月，弗洛姆获释。她出狱后搬到纽约马西，和罗伯特·瓦尔德纳（Robert Valdner）同居。瓦尔德纳曾因谋杀自己姐夫入獄，在1992年刑满释放。

## 影像

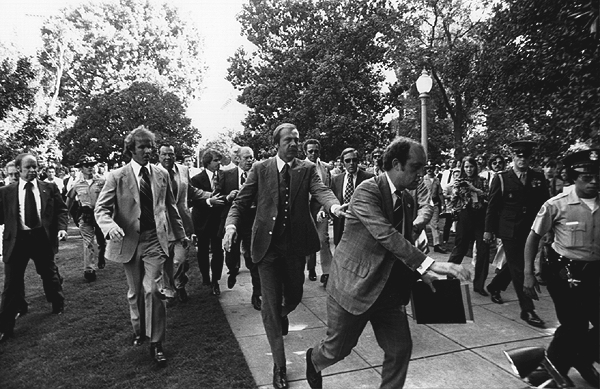
福特在遭暗杀未遂后远离现场 (10:05 am. PDT)
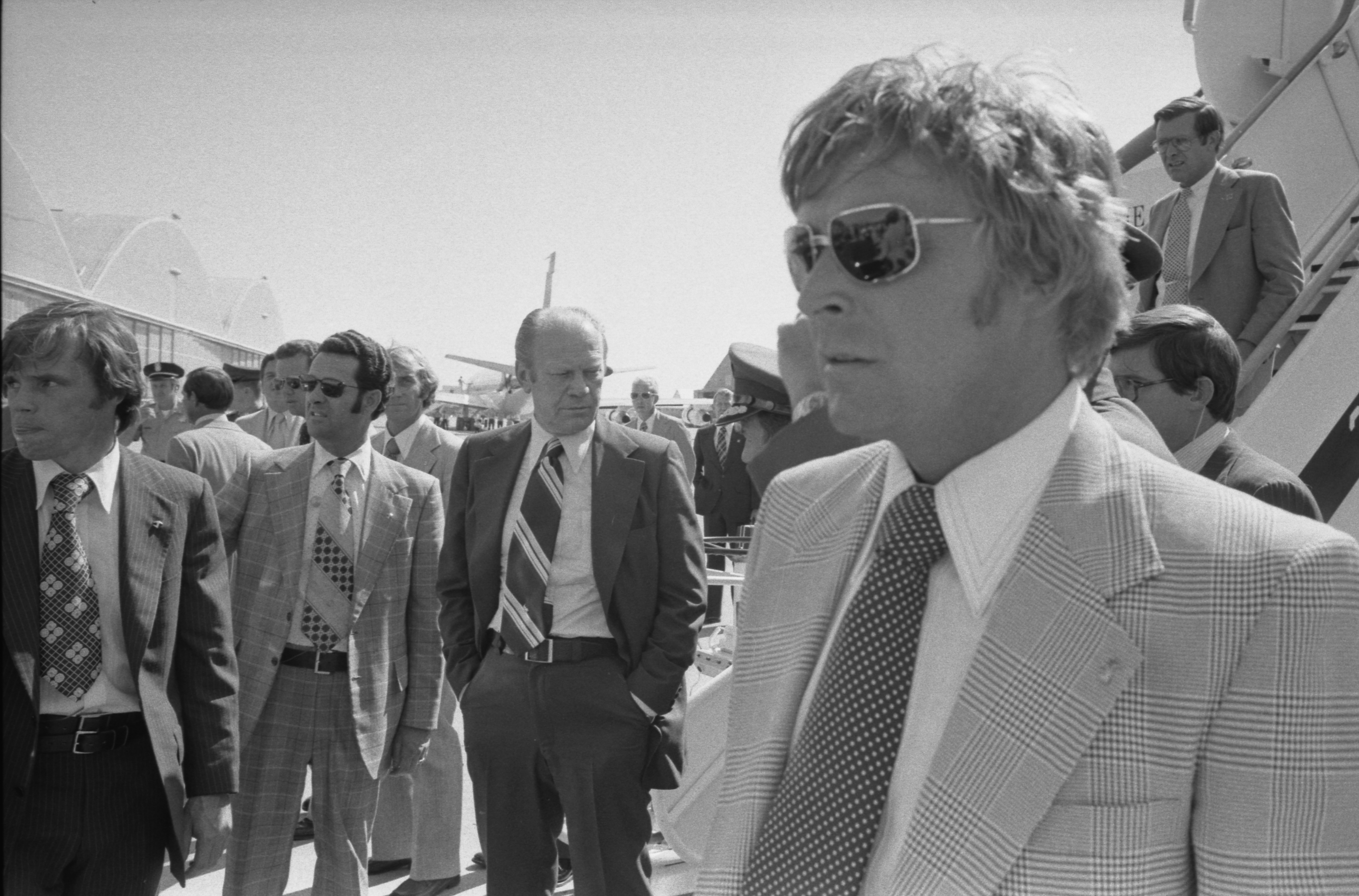
福特顺利完成行程后，在麦克莱伦空军基地等待回白宫的飞机(3:10 pm. PDT)
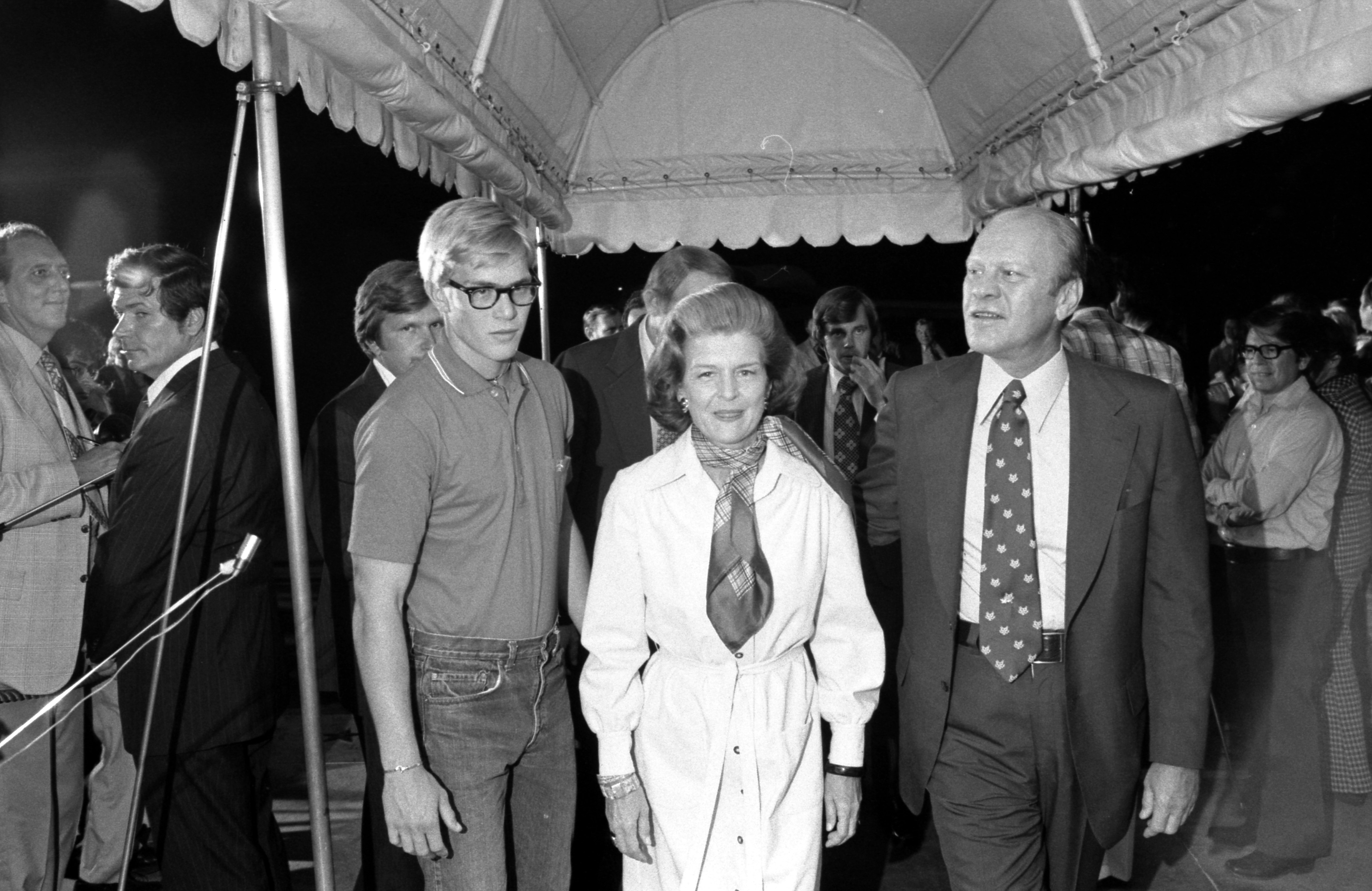
1975年9月5日晚上10点50分左右，福特顺利回到白宫。
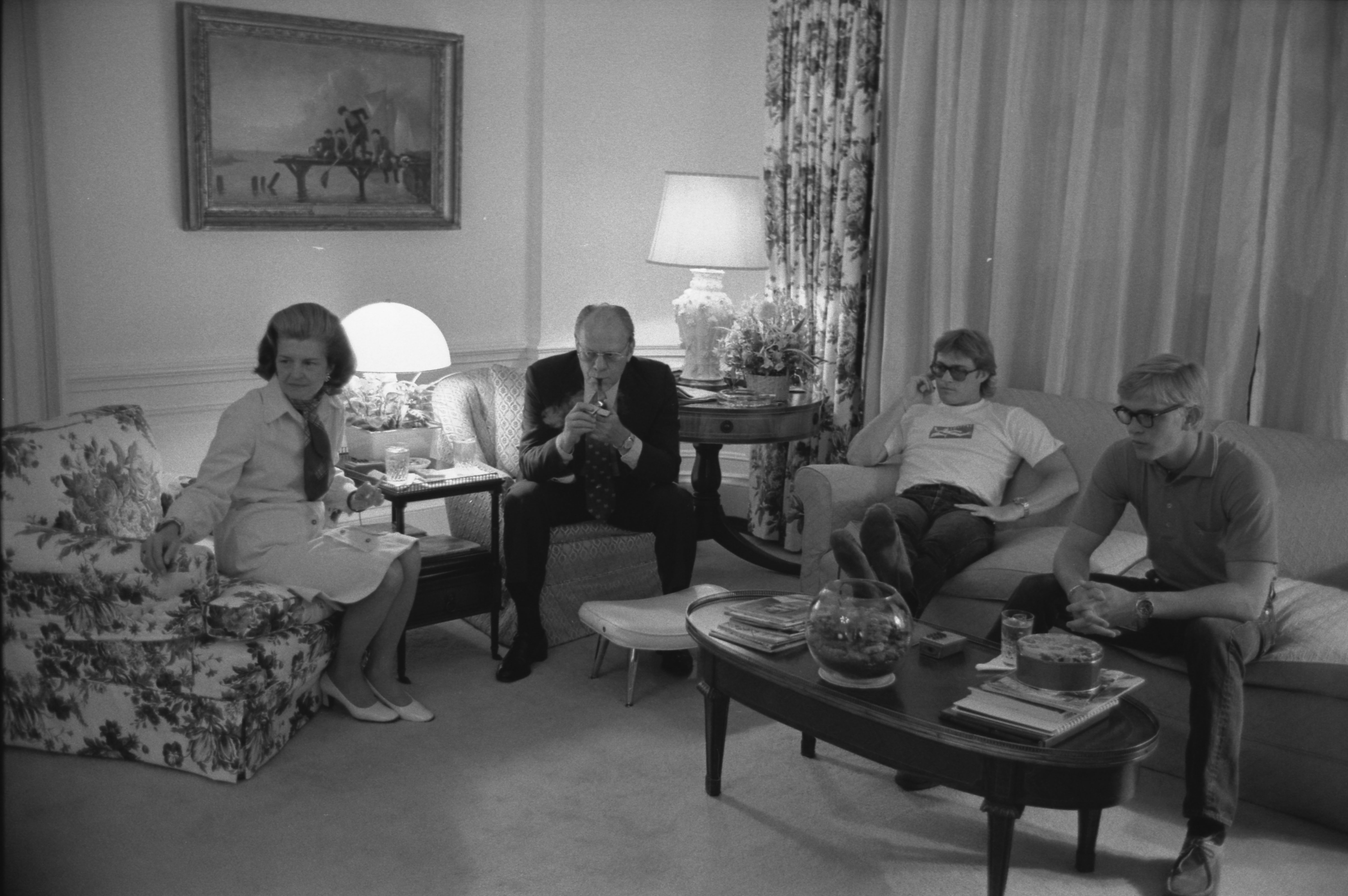
福特一家在白宫二楼观看关于暗杀自己的新闻报道，时间大约是当地晚上11点。